# Щёлоков, Вячеслав Иванович
Вячесла́в Ива́нович Щёлоков  (28 ноября (11 декабря) 1904, слобода Елань, Аткарский уезд, Саратовская губерния, Российская империя — 4 января 1975, Свердловск, РСФСР, СССР) — трубач, дирижёр, композитор и педагог, профессор Уральской консерватории.

## Биография
Родился в слободе Елань Саратовской губернии.
С 1924 года — студент Московской консерватории по классу трубы профессора М. И. Табакова. В 1928 году перешёл на историко-теоретический факультет, где занимался у композитора А. В. Александрова по классу композиции.
После окончания Московской консерватории в 1931 году приехал в Свердловск в музыкальный техникум преподавателем по классу трубы и теоретических дисциплин.
В 1936 году, после открытия Уральской государственной консерватории, он был приглашён в этот ВУЗ преподавателем по классу трубы. В консерватории Щёлоков работал на протяжении многих лет до 1975 года. В 1947 году получил звание профессора, в 1951—1953 годах был директором консерватории, с 1953 года — заведующий кафедрой духовых инструментов. В 1948—1952 годах В. И. Щелоков возглавлял Уральское отделение Союза композиторов.
Одновременно с этим, в 1939—1943 годах работал заведующим музыкальной частью Свердловского ТЮЗа. Автор музыки к более чем 20 спектаклям — «Кот в Сапогах», «Малахитовая шкатулка», «Пионер Павлик Морозов», «Финист Ясный Сокол», «Снежная королева», «Золотое перо» и другие.

### Творчество
Начав свой исполнительский путь трубачом духового оркестра, а впоследствии возглавляя различные оркестры, Щелоков много сочинял для таких коллективов. Это в основном вальсы, марши, один из которых был отмечен в 1930 году на конкурсе маршей для Красной Армии. В военные годы композитор писал музыку, соответствующую этому тревожному времени: «Гастелло» (1942) — симфоническая поэма, «Победный марш» (1945) — для симфонического оркестра. Песни «Песни фронтовых подруг», «Вся Европа», вокальные миниатюры на слова С. Маршака, «Аттестат зрелости» и др.
В историю отечественного музыкального искусства Щёлоков вошёл как создатель большого количества произведений для своего любимого инструмента — трубы, как мастер этого жанра. Им создано десять концертов для трубы, множество произведений малой формы, от детских до виртуозных. Среди них: «Пять пьес», «Маленький марш», «Юный кавалерист», «Сказка» «Шутка», «Баллада». В истории создания произведений крупной формы для трубы факт написания такого количества концертов является беспрецедентным — никто из композиторов так плодотворно не сочинял для данного инструмента. И не случайно Д. Д. Шостакович на Всесоюзном конкурсе высших учебных заведений сказал, обращаясь к Щёлокову: «Я поражён тем, насколько далеко вперёд вы своими произведениями продвинули нашу советскую школу исполнительства».
В своих произведениях для трубы композитор расширил рамки уже сложившихся приёмов игры, ввёл новые выразительные краски, разнообразные технические средства для более глубокого художественного воплощения своих мыслей. Кроме его концертов, к произведениям крупной формы следует отнести и другие пьесы, такие как: «Два Этюда», «Пионерская сюита», «Скерцо», «Юмореска», «Поэма».
Много произведений было написано Щёлоковым и для других инструментов. Это: «Соната» для кларнета, «Поэма» для виолончели, «Прелюдия» и «Напев и плясовая» для скрипки и др. Впервые исполняли произведения композитора: трубачи — Г. Орвид, Т. Докщицер, М. Вагин, Е. Матюшин, В. Волков, Е. Зинченко, В. Ивукин, кларнетист И. Нестеров, скрипач Н. Шварц, виолончелисты — А. Стогорский, Г. Цомык. Многие из произведений Щёлокова записаны на грампластинки, Всесоюзном и Свердловском радио.
Кроме концертно-художественного репертуара, Щёлоков создал немалое количество сочинений технико-тренировочного характера — упражнений, этюдов, ансамблей. Все они вошли в прогрессивную школу игры на трубе, над которой композитор работал в течение многих лет. При жизни автора эта «Школа» (Хрестоматия трубача) не увидела свет.
Скончался 4 января 1975 года. Похоронен на Широкореченском кладбище Свердловска.